# Giuliano-Dalmata

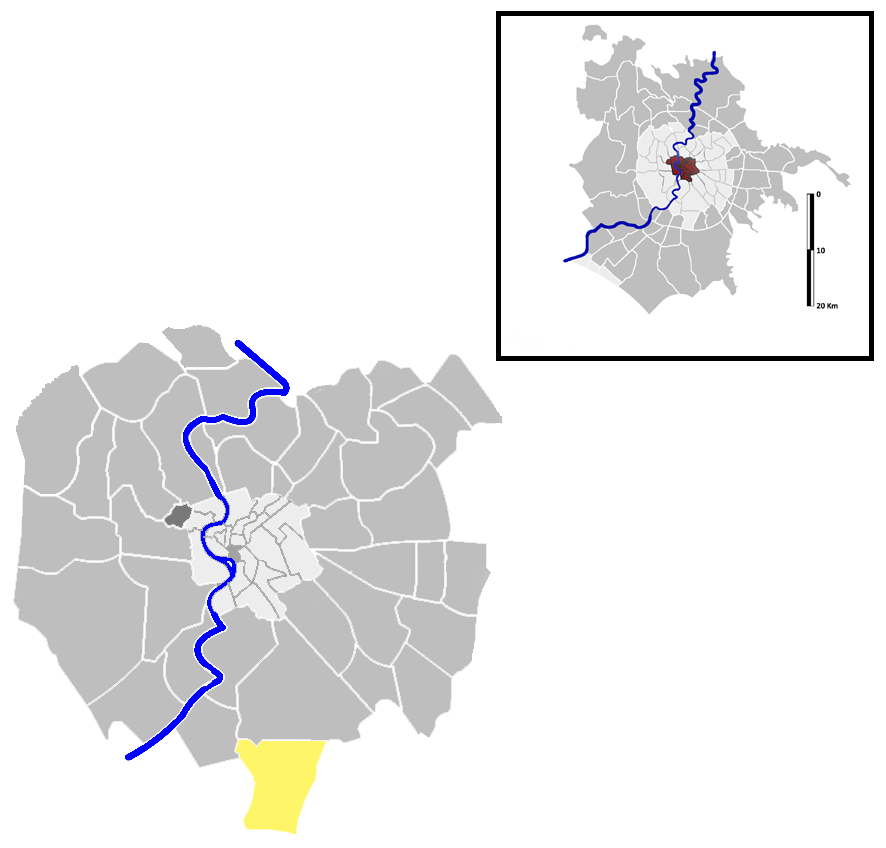
Localisation de Giuliano-Dalmata sur la carte administrative de Rome.

Giuliano-Dalmata, plus communément appelé Laurentina ou Cecchignola, est un quartiere (quartier) situé au sud de Rome en Italie. Il est désigné dans la nomenclature administrative par Q.XXXI et fait partie du Municipio IX. Sa population est de 23 413 habitants répartis sur une superficie de 7,988 9 km2.

## Historique
Ce quartier est né comme Villaggio Operaio E42 c'est-à-dire un village d'habitation pour les ouvriers qui construisirent le quartier Esposizione Universale di Roma (EUR) dans les années 1930 pour l'Exposition universelle prévue pour 1942 à Rome et qui n'eut jamais lieu pour cause de guerre.

## Lieux particuliers
- Collège de défense de l'OTAN
- Église San Marco evangelista in Agro Laurentino
- Église Sante Perpetua e Felicita
- Église San Giuseppe da Copertino
- Église Santa Giovanna Antida Thouret
- Église Sant'Anselmo alla Cecchignola
- Torre Telecom Italia